# Oribotritia vicina
Oribotritia vicina är en kvalsterart som beskrevs av Wojciech Niedbała 2004. Oribotritia vicina ingår i släktet Oribotritia och familjen Oribotritiidae. Inga underarter finns listade i Catalogue of Life.